# Protetică (stomatologie)
În sensul medicinei dentare, protetica reprezintă o specialitate ce tratează metodele de restaurare morfo-funcțională și estetică a aparatului dento-maxilar cu ajutorul unor proteze biocompatibile. A fost pentru prima dată introdusă în anul 1948, în SUA. În Europa, primul stat care a pus bazele proteticii a fost Croația, în 1970. La nivel mondial, protetica este recunoscută ca ramură separată a stomatologiei în 50 de țări, dintre care 20 sunt țări europene.
După tipul structurilor restaurate, se pot distinge două subdomenii: protetica dentară și protetica maxilo-facială.

## Protetica dentară
Poate fi fixă sau mobilă. Scopul acesteia este de a restabili integritatea dentară, care poate fi alterată de leziuni sau degradări fiziologice. Protezele dentare sunt în general piese rigide, realizate în afara cavității bucale, cu ajutorul laboratorului de tehnică dentară.

## Protetica maxilo-facială
Spre deosebire de protetica dentară, protetica maxilo-facială implică restaurarea și/sau înlocuirea structurilor sistemului stomatognat și cranio-facial cu proteze ce ajută la restabilirea funcțiilor specifice.

## Legături externe
- Societatea Română de Protetică Dentară și Maxilo-Facială
- The Journal of Prosthetic Dentistry

## Vezi și
- Proteză dentară
- Protetică medicală